# European Poker Tour Saison 9
Résultats de la saison 9 de l'European Poker Tour (EPT).

## EPT 9 Barcelone
- Lieu : Casino de Barcelona, Barcelone,  Espagne[1]
- Prix d'entrée : 5 000 € + 300 €[1]
- Date : Du 19 août au 25 août 2012[1]
- Nombre de joueurs : 1082
- Prize Pool : 5 247 700 €
- Nombre de places payées : 160

| Place | Nom                 | Prix        |
| ----- | ------------------- | ----------- |
| 1er   | Mikalai Pobal       | 1 007 550 € |
| 2e    | Ilari Sahamies (en) | 629 700 €   |
| 3e    | Joni Jouhkimainen   | 404 050 €   |
| 4e    | Anaras Alekberovas  | 301 750 €   |
| 5e    | Samuel Rodriguez    | 230 900 €   |
| 6e    | Sinel Anton         | 178 400 €   |
| 7e    | Antonin Duda        | 125 950 €   |
| 8e    | John Juanda         | 76 100 €    |

## EPT 9 San Remo
- Lieu : Casino Sanremo, San Remo,  Italie[2]
- Prix d'entrée : 5 000 € + 300 €
- Date : Du 5 octobre au 11 octobre 2012[2]
- Nombre de joueurs : 797
- Prize Pool : 3 865 450 €
- Nombre de places payées : 120

| Place | Nom             | Prix      |
| ----- | --------------- | --------- |
| 1er   | Ludovic Lacay   | 744 910 € |
| 2e    | Jason Lavallee  | 538 089 € |
| 3e    | Artem Litvinov  | 283 000 € |
| 4e    | Angelo Recchia  | 225 000 € |
| 5e    | Jason Tompkins  | 171 000 € |
| 6e    | Micah Raskin    | 132 000 € |
| 7e    | Adrian Piasecki | 96 000 €  |
| 8e    | Ismael Bojang   | 65 450 €  |

## EPT 9 Prague
- Lieu : Golden Prague Poker Hilton Prague Hotel, Prague,  République tchèque[3]
- Prix d'entrée : 5 000 € + 300 €
- Date : Du 9 décembre au 15 décembre 2012[3]
- Nombre de joueurs : 864
- Prize Pool : 4 190 400 €
- Nombre de places payées : 128

| Place | Nom                | Prix      |
| ----- | ------------------ | --------- |
| 1er   | Ramzi Jelassi      | 835 000 € |
| 2e    | Sotirios Koutoupas | 510 000 € |
| 3e    | David Boyaciyan    | 310 000 € |
| 4e    | Ben Warrington     | 250 000 € |
| 5e    | Diego Gomez        | 196 000 € |
| 6e    | Sergey Kuzminskiy  | 150 000 € |
| 7e    | Aleh Plauski       | 108 400 € |
| 8e    | Mark Herm          | 75 000 €  |

## EPT 9PokerStars Caribbean Adventure
- Lieu : Atlantis Resort & Casino, Paradise Island,  Bahamas[4]
- Prix d'entrée : 10 000 $ + 300 $[4]
- Date : Du 7 janvier au 13 janvier 2013[4]
- Nombre de joueurs : 987
- Prize Pool : 9 573 900 $
- Nombre de places payées : 144

| Place | Nom             | Prix        |
| ----- | --------------- | ----------- |
| 1er   | Dimitar Danchev | 1 859 000 $ |
| 2e    | Joel Micka      | 1 190 000 $ |
| 3e    | Jerry Wong      | 725 000 $   |
| 4e    | Jonathan Roy    | 560 000 $   |
| 5e    | Owen Crowe      | 435 000 $   |
| 6e    | Andrey Shatilov | 325 000 $   |
| 7e    | Yann Dion       | 230 000 $   |
| 8e    | Joao Noqueira   | 165 900 $   |

## EPT 9 Deauville
- Lieu : Casino Barrière de Deauville, Deauville,  France[5]
- Prix d'entrée : 5 000 € + 300 €
- Date : Du 3 février au 9 février 2013[5]
- Nombre de joueurs : 782
- Prize Pool : 3 753 600 €
- 'Nombre de places payées : 120

| Place | Nom              | Prix      |
| ----- | ---------------- | --------- |
| 1er   | Remi Castaignon  | 770 000 € |
| 2e    | Walid Bou Habib  | 475 000 € |
| 3e    | Robert Romeo     | 275 000 € |
| 4e    | Enrico Rudelitz  | 215 000 € |
| 5e    | Franck Kalfon    | 165 000 € |
| 6e    | Joseph El Khoury | 125 000 € |
| 7e    | Noel Gaens       | 87 800 €  |
| 8e    | Jeffrey Hakim    | 60 000 €  |

## EPT 9 Londres
- Lieu : Grosvenor Victoria Casino, Londres,  Angleterre[6]
- Prix d'entrée : 5 000 £ + 250 £
- Date : Du 10 mars au 16 mars 2013[6]
- Nombre de joueurs : 647
- Prize Pool : 3 137 950 £
- Nombre de places payées : 96

| Place | Nom               | Prix      |
| ----- | ----------------- | --------- |
| 1er   | Ruben Visser      | 595 000 £ |
| 2e    | Mantas Visockis   | 377 436 £ |
| 3e    | Olof Haglund      | 427 564 £ |
| 4e    | Theo Jorgensen    | 183 000 £ |
| 5e    | Steve O'Dwyer     | 146 000 £ |
| 6e    | Christopher Frank | 112 000 £ |
| 7e    | Tamer Kamel       | 79 950 £  |
| 8e    | Chris Moorman     | 57 000 £  |

## EPT 9 Berlin
- Lieu : Spielbank Berlin, Berlin,  Allemagne[7]
- Prix d'entrée : 5 000 € + 300 €
- Date : Du 21 avril au 27 avril 2013[7]
- Nombre de joueurs : 912
- Prize Pool : 4 423 200 €
- Nombre de places payées : 136

| Place | Nom              | Prix      |
| ----- | ---------------- | --------- |
| 1er   | Daniel-Gai Pidun | 880 000 € |
| 2e    | Robert Haigh     | 531 000 € |
| 3e    | Lasse Frost      | 325 000 € |
| 4e    | Pascal Vos       | 250 000 € |
| 5e    | Alexander Helbig | 202 200 € |
| 6e    | Roman Herold     | 155 000 € |
| 7e    | Julian Thomas    | 110 000 € |
| 8e    | Roman Korenev    | 77 000 €  |

## EPT 9 Monte-Carlo Grand Final
- Lieu : Monte Carlo Bay Hotel & Resort, Monte-Carlo,  Monaco[8]
- Prix d'entrée : 10 000 € + 600 €
- Date :' Du 6 mai au 12 mai 2013[8]
- Nombre de joueurs : 531
- Prize Pool : 5 310 000 €
- Nombre de places payées : 81

| Place | Nom             | Prix        |
| ----- | --------------- | ----------- |
| 1er   | Steve O'Dwyer   | 1 224 000 € |
| 2e    | Andrew Pantling | 842 000 €   |
| 3e    | Johnny Lodden   | 467 000 €   |
| 4e    | Daniel Negreanu | 321 000 €   |
| 5e    | Jake Cody       | 251 000 €   |
| 6e    | Noah Schwartz   | 189 000 €   |
| 7e    | Jason Mercier   | 137 000 €   |
| 8e    | Grant Levy      | 103 000 €   |